# 나그네는 길에서도 쉬지 않는다 (영화)
"나그네는 길에서도 쉬지 않는다"는 이장호 각색·감독의 1987년 한국 영화이다. 이제하의 소설 나그네는 길에서도 쉬지 않는다를 바탕으로 한다.

## 줄거리
계해년이 다 저물어가는 어느날, 사내는 벽장 구석진 곳에 두었던 3년 전에 죽은 아내의 유골을 꺼내든다. 그는 유골을 뿌릴 곳을 물색하기 위해 막연히 떠난 동해에서, 문득 부딪친 바다에의 충동으로 '물치'라는 곳에 내린다. 여행중 우연히 만나게 된 사람들과의 대화와 흐르는 듯한 풍경들이, 사내의 머릿속에 각인된 지나간 기억들과 환영들을 상기시킨다. 우연히 만난 하마터면 함께 살림을 차릴 뻔했으나 마지막 순간, 운명적인 헤어짐을 맛보았던 어느 간호원과의 짧은 인연이 기억 속에 떠오르기도 한다. 사내는 사흘 동안 죽은 아내의 환영을 따라 낯선 고장을 마치 운명의 여로를 밟듯 떠돌아다닌다.

## 출연
- 김명곤 : 사내 역
- 이보희
- 고설봉
- 주석양
- 유순
- 권선철
- 김대환
- 이은영
- 김순애
- 임귀련

## 같이 보기
- 나그네는 길에서도 쉬지 않는다 - 이 영화에 영향을 준 소설